# بجيرم
بُجَيْرِمٌ إحدى قرى مركز قُوَيْسِنَا التابع لمحافظة المنوفية في جمهورية مِصرَ العربية.

## التاريخ
ذكرها علي مبارك في كتابه الخطط التوفيقية، حيث ذكر أنها من قرى مديرية الغربية بقسم زفتى، وأنها قرية صغيرة بالقرب منها قنطرة بثلاث عيون، وقال الزَّبِيديُّ: «بُجَيْرِمٌ، مُصَغَّراً، قَرْيَةٌ بمِصْرَ».

## السكان
بلغ عدد سكان بجيرم 7,543 نسمة، حسب الإحصاء الرسمي لعام 2006.

## أعلام القرية
- سليمان بن محمد بن عمر البُجَيرِمِيُّ (1131 / 1221 هـ - 1719 م / 1806 م)؛ عالم، فقيه شافعي، محدث.
- الشيخ محمود البجيرمي قارئ شهير للقرآن الكريم بالاذاعة المصرية
- أمين هويدي رئيس المخابرات العامة المصرية الأسبق.
- فهمي هويدي مفكر وصحفي.
- شفيق نور الدين ممثل.
- نبيل نور الدين ممثل.